# 聖マルコ兄弟団
聖マルコ兄弟団（せいマルコきょうだいだん、Marxbrüder）は、16世紀ドイツの剣術家団体。

## 歴史
この兄弟団は15世紀に設立されたが、その正確な日付は不明である。ハンス・タールホファーがおそらく初期の団員で、設立者の一人でさえあったかもしれないと考えられている。1459年のある手稿で、彼の腕の覆いに聖マルコの象徴である獅子が描かれているのである。もっとも古い確かな記録は1474年のものである。団はフランクフルトで年一度の会合をもち、団長（Hauptmann）を選出した。
1487年には、フリードリヒ3世によって、「長剣の達人（Meister des langen Schwerts）」という称号を独占的に用いることが保証され、団は剣術家の同職組合になった。この称号はランツクネヒトにとって重要であった。というのも、「長剣の達人」の認定を受けた両手剣を振るう者は、「二倍の報酬を得る兵士（Doppelsöldner）」の資格を与えられたからである。

## 名称・団員・訓練内容
この兄弟団についてのもっとも古い言及では、「我らの貴婦人にして純潔の乙女マリアと、神聖にして勇猛なる天上の君子、聖マルコの兄弟団（bruderschafft Unserere lieben frawen und der reynen Jungfrawen Marien vnd des Heiligen vnd gewaltsamen Hyemelfursten sanct Marcen）」と呼ばれている。フリードリヒ3世から公認された後は、兄弟団は一般に「マルクス兄弟団（Marxbrüder）」「聖マルコ兄弟団（Bruderschaft des heiligen Marcen、Bruderschaft des St. Marco）」と呼ばれている。
団員としてよく知られているのは、1522年の団長アントン・ラストである。1570年に武術書（Fechtbuch）を著したヨアヒム・マイアーも団員であったと考えられている。
木版画（いくつかはアルブレヒト・デューラーの作）やそのほかの資料によれば、この兄弟団では、単なるレイピアの用法にとどまらず、両手剣、デュサック、槍、六尺棒、幅広剣などが教えられていた。もともと実践武器であるデュサックは、長脇差（grosses Messer）のような片刃の剣を実際に扱えるようにするための訓練に用いられた。

## 後続団体
この兄弟団に続く第二の剣術家団体である「羽の剣士団（Federfecher）」は、1570年にプラハで設立され、1575年には、聖マルコ兄弟団が抗議したにもかかわらず、フランクフルト市から公認された。1607年に羽の剣士団が神聖ローマ皇帝ルードルフ2世から初めて特権状を受けると、それ以降、ふたつの団は同等の特権を共有した。
史上三番目の剣術家団体は「聖ルカ兄弟団（Lukasbrüder）」とされている。しかし、彼らはいかなる公認をも受けておらず、おそらくは、まっとうな組合というよりも、ならず者の集まりに近かったと思われている。
なお、16世紀ドイツにおける武術の中心地は、フランクフルト、アウクスブルク、ニュルンベルクであった。